# 特奥菲卢奥托尼
特奥菲卢奥托尼是巴西米纳斯吉拉斯州的一个市镇。总面积3242.818平方公里，总人口126895人，人口密度39.1人/平方公里。